# 北中米カリブ海のサッカーリーグに所属する日本人選手一覧
北中米カリブ海のサッカーリーグに所属する日本人選手一覧（ほくちゅうべいカリブかいのサッカーリーグにしょぞくするにほんじんせんしゅいちらん、List of Japanese players in North, Central American and Caribbean Football Leagues）ではCONCACAF/北米加盟国内のサッカーリーグに所属歴のある日本人サッカー選手について紹介する。

## アメリカ合衆国
各リーグの位置づけについてはアメリカ国内サッカーリーグの分類参照
現在所属する選手 [2025年5月9日編集]
男子MLS
- 木島萌生 (D.C. ユナイテッド)
- 久保裕也 (FCシンシナティ)
- 塚田悠太郎 (オーランド・シティSC)
- 富樫敬真 (アトランタ・ユナイテッドFC)
- 山根視来 (ロサンゼルス・ギャラクシー)
- 吉田麻也 (ロサンゼルス・ギャラクシー)

男子USLチャンピオンシップ(2部相当)
- 桶谷裕人 (ニューメキシコ・ユナイテッド)
- ザクリー・エリボ (タンパベイ・ローディーズ)
- フィッツジェラルド・アキラ (ノースカロライナFC)
- 半谷陽介(コロラドスプリングス・スイッチバックスFC)

男子NISA(3部相当)
- 梅田小太郎 (ミシガン・スターズFC)
- 門野真也 (アーバイン・ゼタFC)

男子USLリーグ1(3部相当)
- 和田昌士 (ポートランド・ハーツ・オブ・パイン)

MLSネクスト・プロ(3部相当)
- 塚目憂 (タコマ・デファイアンス)
- 山田海斗 (タコマ・デファイアンス)

男子NPSL(4部相当)
- 堀田一海

男子USLリーグ2(4部相当)
- 桃李理永

男子その他
- 村松秀司 (ロサンゼルスFCアカデミー)

女子NWSL
- 永里優季 (シカゴ・レッドスターズ)
- 杉田妃和 (ポートランド・ソーンズFC)
- 遠藤純 (エンジェル・シティーFC)
- 三浦成美 (ノースカロライナ・カレッジ)
- 小林里歌子 (ノースカロライナ・カレッジ)
- 松窪真心 (ノースカロライナ・カレッジ)

過去所属した選手
男子MLS
- アンドレ・シンヤシキ
- 加地亮
- 北原壮太(シアトル・サウンダーズFC)
- 木村光佑
- 小林大悟
- 田中輝和
- 桃李理永 (オーランド・シティSC)
- 山田晃平

男子2部相当 
- 赤松謙
- 飯田昴大
- 井村雄大
- 大崎玲央
- 太田恵介
- 柏瀬暁
- 木下桂
- キャメロン・イワサ（英語版）
- 栗本広輝
- クロリッキー健
- サイ・ゴダード
- 鈴木隆行
- 高田健太郎
- 高橋壮也
- ディビッドソン純マーカス
- 西村卓朗
- 橋本晃司
- 原田慎太郎
- バリガ外山ジロ
- 東洸大郎
- 廣山望
- 松下幸平
- 山田卓也
- 吉武剛

男子3部相当
- 今井祐介
- 遠藤翼
- 亀谷宇々護
- 川島遼太郎
- 柴田勇輝 (アルビオン・サンディエゴ)
- 島崎竜
- 谷川烈
- 原靖
- 辺見昌樹
- 藤原光
- 星出悠

男子4部相当
- 田島翔

男子5部相当
- 奥田哲也

女子WPS・NWSLなど(当時のトップリーグ)
- 川澄奈穂美
- 長野風花
- 横山久美
- 宝田沙織
- 籾木結花
- 宇津木瑠美
- 川村優理
- 木龍七瀬
- 鮫島彩
- 荒川恵理子
- 澤穂希
- 宮間あや
- 山口麻美

女子ほか
- 磯金みどり[2]
- 阪口夢穂
- 中出ひかり[2]
- 羽石架苗
- 山本絵美[2]
- 國澤志乃（大学リーグ）

## エルサルバドル
現在所属する選手 [2023年1月25日編集]
過去所属した選手
- 今井祐介
- 大谷武文
- 間瀬秀一
- 百瀬俊介
- エスクデロ競飛王

## カナダ
現在所属する選手 [2024年7月29日編集]

MLS
- 高丘陽平 (バンクーバー・ホワイトキャップス)

リーグ1 ブリティッシュ コロンビア州
- 世川楓悟 (TSS FC Rovers)

過去所属した選手
MLS
- 遠藤翼
- 工藤壮人
- クロリッキー健
- 小林大悟
- ディビッドソン純マーカス
- 中島ファラン一生

カナダ・プレミアリーグ
- 飯田昴大
- 世川楓悟
- 中島ファラン一生
- 室伏航

北米2部相当
- 平野孝
- 深澤仁博

その他
- 野田智裕
- 石川令
- 笹山泰裕
- 清水敦貴
- 鷹野舜
- 長岡郷
- 星子泰斗
- 松尾洋

## グアテマラ
現在所属する選手 [2017年4月7日編集]
過去所属した選手
- 今井祐介
- 間瀬秀一

## コスタリカ
現在所属する選手 [2024年7月9日編集]

2部
- 先久陽大 (グアタルーペF.C.)

過去所属した選手
- 斉藤誠司
- 田中幸治
- 山中敦史

## トリニダード・トバゴ
現在所属する選手 [2017年4月7日編集]
過去所属した選手
- 星出悠

## ニカラグア
現在所属する選手 [2024年7月23日編集]

過去所属した選手
1部
- 池田和道

## プエルトリコ
現在所属する選手 [2017年4月7日編集]
過去所属した選手
- 南陽介
- 辺見昌樹

## ドミニカ共和国
現在所属する選手 [2017年4月7日編集]
過去所属した選手
- 山中敦史

## メキシコ
現在所属する選手 [2018年8月6日編集]
過去所属した選手
1部
- 佐藤穣
- 佐藤令治
- 福田健二
- 本田圭佑

2部
- 今井祐介
- 小野悠斗
- 坪井魁
- 百瀬俊介
- 小林忠文

不明
- Aizawa Naoyas
- 大谷武文
- Noa Hasegawa